# Joensuu
Joensuu [ˈjɔɛnsuː] ist eine Gemeinde und Universitätsstadt im Osten Finnlands mit 77.513 Einwohnern (Stand 31. Dezember 2022). Sie ist Verwaltungssitz und mit Abstand größte Stadt der Landschaft Nordkarelien. Neben dem Stadtzentrum gehört zum 2381,8 km² (nur Landfläche) großen Stadtgebiet von Joensuu ein ausgestrecktes ländliches Hinterland bis hin zur russischen Grenze. Joensuu ist die dreizehntgrößte Stadt Finnlands.

## Geografie

### Geografische Lage
Joensuu liegt im Zentrum Nordkareliens im Osten Finnlands, 437 km nordöstlich der Hauptstadt Helsinki. Das Stadtzentrum befindet sich an der Mündung des Flusses Pielisjoki in den Pyhäselkä-See, der Teil des Saimaa-Seensystems ist. Nach seiner Lage erhielt Joensuu auch seinen Namen, der auf Deutsch „Flussmündung“ bedeutet.

### Ausdehnung des Stadtgebiets
Seit der Eingemeindung der Gemeinden Tuupovaara und Kiihtelysvaara im Jahr 2005 verfügt Joensuu über ein sehr unsymmetrisches Stadtgebiet. Im Westen liegt die eigentliche Stadt Joensuu. Vor der Eingemeindung hatte sie eine Fläche von 120,3 km², wovon 81,9 km² Land war. In diesem Gebiet leben über 90 % der Bevölkerung. Den Großteil des Stadtgebiets mit einer Ausdehnung von 1312,1 km² (davon 1173,4 km² Land) nimmt das sich östlich anschließende äußerst dünn besiedelte Gebiet der ehemaligen Gemeinden Tuupovaara und Kiihtelysvaara ein.
Zum 1. Januar 2009 wurden auch die Nachbargemeinden Eno im Norden und Pyhäselkä im Süden eingemeindet. Damit wuchs die Gesamteinwohnerzahl auf rund 72.000.

### Stadtgliederung
Die Stadt Joensuu besteht aus 28 durchnummerierten Stadtteilen. Die Stadtteile I bis IV bilden die Innenstadt von Joensuu. Die letzten drei Stadtteile entstanden nach der Eingemeindung aus dem Gebiet der ehemaligen Gemeinden Kiihtelysvaara und Tuupovaara.
- Stadtteil I
- Stadtteil II
- Stadtteil III
- Stadtteil IV
- Niinivaara
- Otsola
- Kanervala
- Käpykangas
- Siihtala
- Mutala
- Rantakylä
- Utra
- Sirkkala
- Karsikko
- Hukanhauta
- Penttilä
- Linnunlahti
- Noljakka
- Pilkko
- Raatekangas
- Marjala
- Iiksenvaara
- Karhunmäki
- Ketunpesät
- Iiksenniitty
- Heinävaara
- Kiihtelysvaara
- Tuupovaara

### Nachbargemeinden
Die Nachbargemeinden von Joensuu sind Tohmajärvi und Pyhäselkä im Süden, Liperi im Westen sowie Kontiolahti und Ilomantsi im Norden. Im Osten liegt die Staatsgrenze zu Russland. Zusammen mit den umliegenden Gemeinden Ilomantsi, Kontiolahti, Liperi, Outokumpu und Polvijärvi bildet Joensuu eine Verwaltungsgemeinschaft.

## Geschichte
Das Gebiet von Joensuu ist schon seit Ende der letzten Eiszeit bewohnt, wie archäologische Funde in Mutala (ca. 5210 v. Chr.) und Siihtala (ca. 3860 v. Chr.) beweisen. Durch das Schmelzwasser der Gletscher stieg der Wasserspiegel des Saimaa-Sees langsam an. Schließlich war er zehn Meter höher als der heutige Wasserspiegel und fast das ganze Gebiet von Joensuu war mit Wasser bedeckt, bis sich die Wassermassen um 3000 v. Chr. mit dem Vuoksi-Fluss einen Abfluss schufen und der Wasserspiegel wieder absank. Aus der Zeit nach dem Absinken des Wassers ist ein bronze- und eisenzeitlicher Siedlungsplatz bei Varaslampi erhalten.
Im Mittelalter waren die Gewässer wichtige Verkehrswege. Durch das Gebiet von Joensuu führte ein Handelsweg von Nowgorod über den Ladoga- und Saimaasee und den Pielisjoki zum Pielinen und von dort weiter in Richtung Oulujoki und Bottnischer Meerbusen der Ostsee. Im 12. bis 14. Jahrhundert verbreitete sich die Besiedlung aus den östlichen Teilen Kareliens nach Nordkarelien, doch das Gebiet von Joensuu blieb zunächst unbewohnt. Von dort weitete sich auch der orthodoxe Glaube aus. Um 1530 wurde in Kuhasalo bei Joensuu ein orthodoxes Kloster gegründet. Dieses wurde Ende des 16. Jahrhunderts in einem schwedisch-russischen Krieg zerstört.
Schon während der schwedischen Herrschaft von 1618 bis 1809 hatte es an der Mündung des Pielisjoki ein kleines Dorf mit dem Namen Joensuu gegeben. Die Stadt Joensuu wurde aber erst 1848 auf Geheiß von Zar Nikolaus I. gegründet. Zugleich wurde der Joensuu-Kanal ausgehoben, um eine Stromschnelle des Pielisjoki zu umgehen. Nach der Fertigstellung des Saimaa-Kanals in den 1850er Jahren und der Anbindung an das Eisenbahnnetz im Jahr 1894 entwickelte sich die Stadt zu einem Handelszentrum und wuchs schnell an. Zum Zeitpunkt der finnischen Unabhängigkeit 1917 war Joensuu schon die größte Stadt Nordkareliens. Joensuu war lange ein wichtiger Standort der Holz- und Forstindustrie, und besonders durch die Forstindustrie und Flößerei in der Region wurde die Stadt zu einem Industriestandort. 1918 nahm das Sägewerk Penttilä, das größte Sägewerk der Nordischen Länder, in Joensuu den Betrieb auf. Heutzutage sind andere Industriezweige wichtiger geworden.
Im finnischen Bürgerkrieg stand Joensuu auf Seiten der bürgerlichen „Weißen“, in der Stadt fanden aber keine Kämpfe statt. Auch vom Zweiten Weltkrieg blieb Joensuu weitgehend unberührt. Im Jahr 1954 verdoppelte sich die Einwohnerzahl der Stadt durch die Eingemeindung von Pielisensuu. In den 1990er Jahren erlangte Joensuu zweifelhaften Ruhm als Zentrum der finnischen Skinhead-Bewegung. Auslöser dafür waren die hohe Arbeitslosigkeit nach der finnischen Wirtschaftskrise und die Ansiedlung von Bürgerkriegsflüchtlingen aus Somalia. 2005 verelffachte sich die Fläche von Joensuu durch die Eingemeindung der ländlichen Gemeinden Kiihtelysvaara und Tuupovaara. Ferner wurden zum Jahresbeginn 2009 die Gemeinden Eno und Pyhäselkä in Joensuu eingemeindet.

### Einwohnerentwicklung
Entwicklung der Einwohnerzahl
- 1850: 0.0284
- 1900: 02.984
- 1910: 04.789
- 1920: 04.946
- 1930: 05.196
- 1940: 05.146
- 1950: 07.845

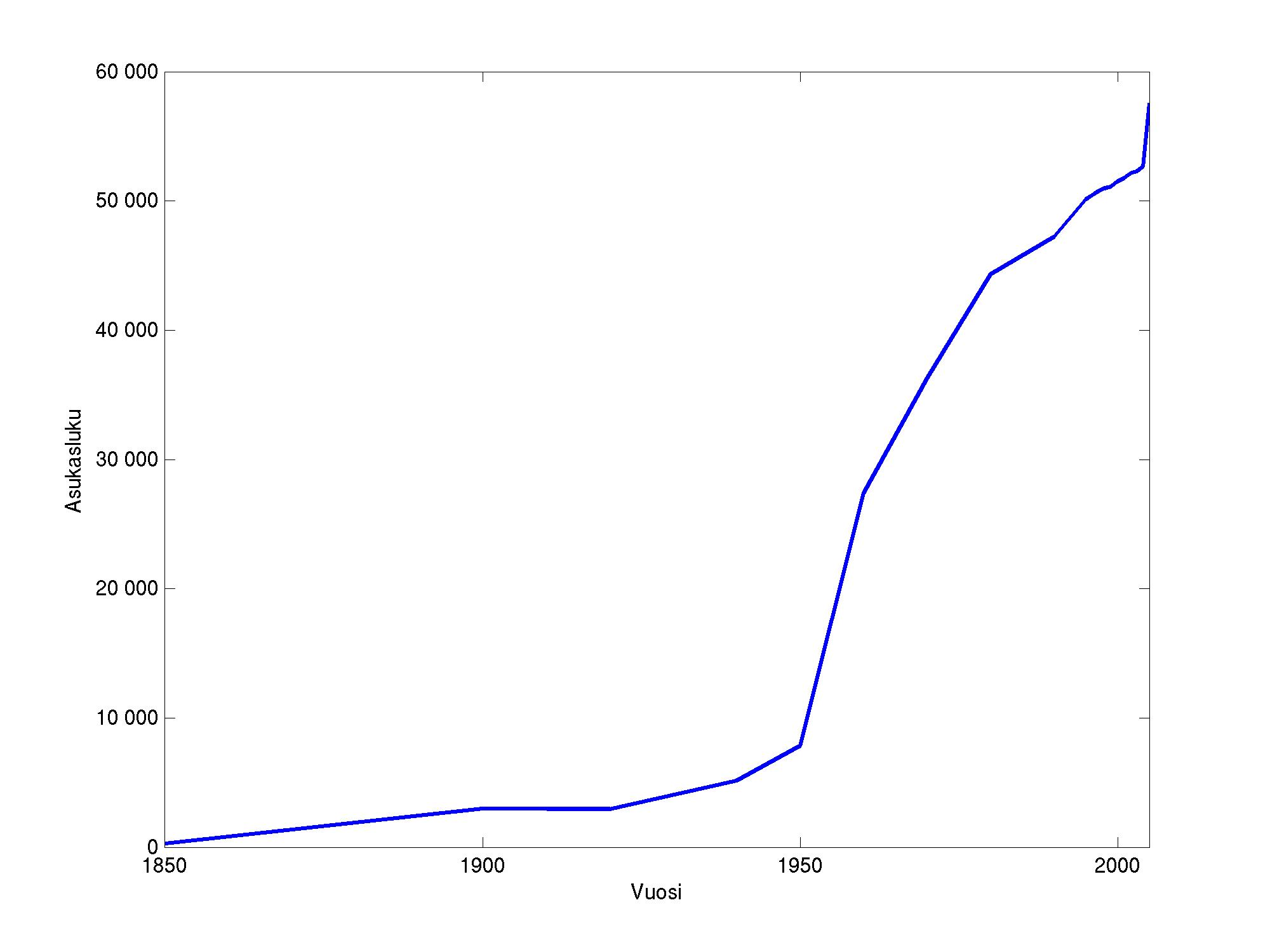
Einwohnerentwicklung 1850–2005

- 1960: 27.383 (nach Eingemeindung von Pielisensuu)
- 1970: 36.281
- 1980: 44.325
- 1990: 47.215
- 2000: 51.514
- 2004: 52.659
- 2005: 57.587 (nach Eingemeindung von Kiihtelysvaara und Tuupovaara)
- 2016: 75.848

## Politik

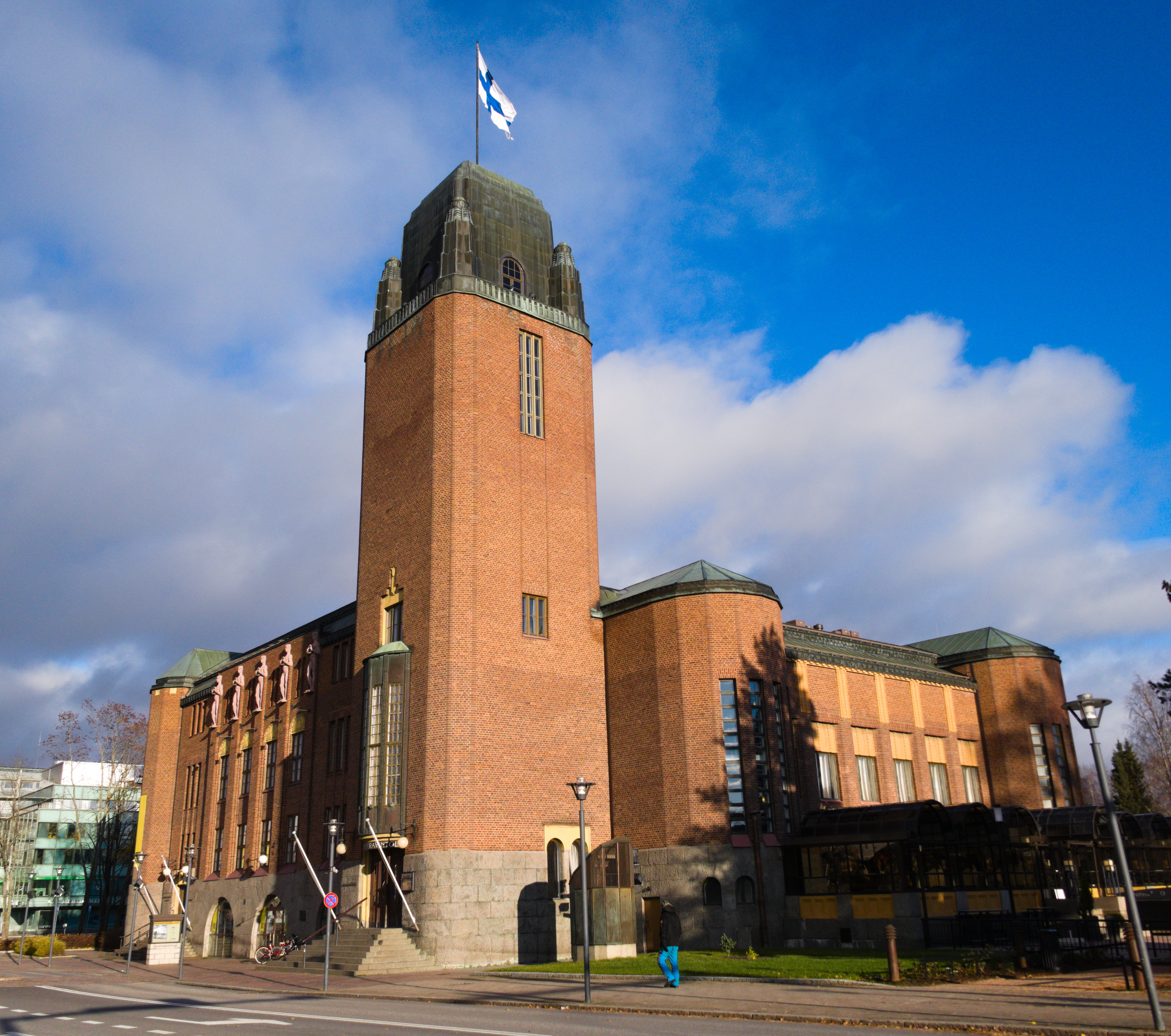
Das von Eliel Saarinen entworfene Rathaus von Joensuu

Die stärkste politische Kraft in Joensuu bleiben nach den Kommunalwahlen 2021 trotz Verlusten die Sozialdemokraten. Sie stellen mit 14 von 59 Abgeordneten die größte Fraktion. Es folgen die beiden anderen großen Parteien des Landes, die Zentrumspartei mit dreizehn und die konservativ-liberale Nationale Sammlungspartei mit neun Sitzen. Die rechtspopulistischen Basisfinnen erzielten deutliche Gewinne und besetzen nun acht Sitze. Ebenfalls im Stadtrat vertreten sind der Grüne Bund mit sieben, das Linksbündnis mit fünf sowie die Christdemokraten mit zwei Abgeordneten, die damit alle Sitzverluste hinnehmen mussten. Neu besetzt die Liike Nyt ("Bewegung Jetzt") einen Sitz.
Zusammensetzung des Stadtrats nach der Wahl 2021:
| Partei           | Kürzel | Stimmenanteil | G/V   | Sitze | G/V |
| Sozialdemokraten | SDP    | 23,1 %        | − 1,5 | 14    | − 1 |
| Zentrumspartei   | KESK   | 20,5 %        | − 0,1 | 13    | + 1 |
| Sammlungspartei  | KOK    | 15,4 %        | − 0,4 | 9     | + 0 |
| Basisfinnen      | PS     | 13,6 %        | + 4,6 | 8     | + 3 |
| Grüner Bund      | VIHR   | 12,1 %        | − 2,1 | 7     | − 2 |
| Linksbündnis     | VAS    | 8,9 %         | − 1,1 | 5     | − 1 |
| Christdemokraten | KD     | 3,2 %         | − 1,7 | 2     | − 1 |
| Bewegung Jetzt   | LIIK   | 2,7 %         | + 2,7 | 1     | + 1 |

G/V: Gewinn oder Verlust im Vergleich zur Wahl 2017
- VAS: 5
- SDP: 14
- VIHR: 7
- KESK: 13
- KOK: 9
- KD: 2
- PS: 8
- LIIK: 1

## Kultur und Sehenswürdigkeiten

### Stadtbild

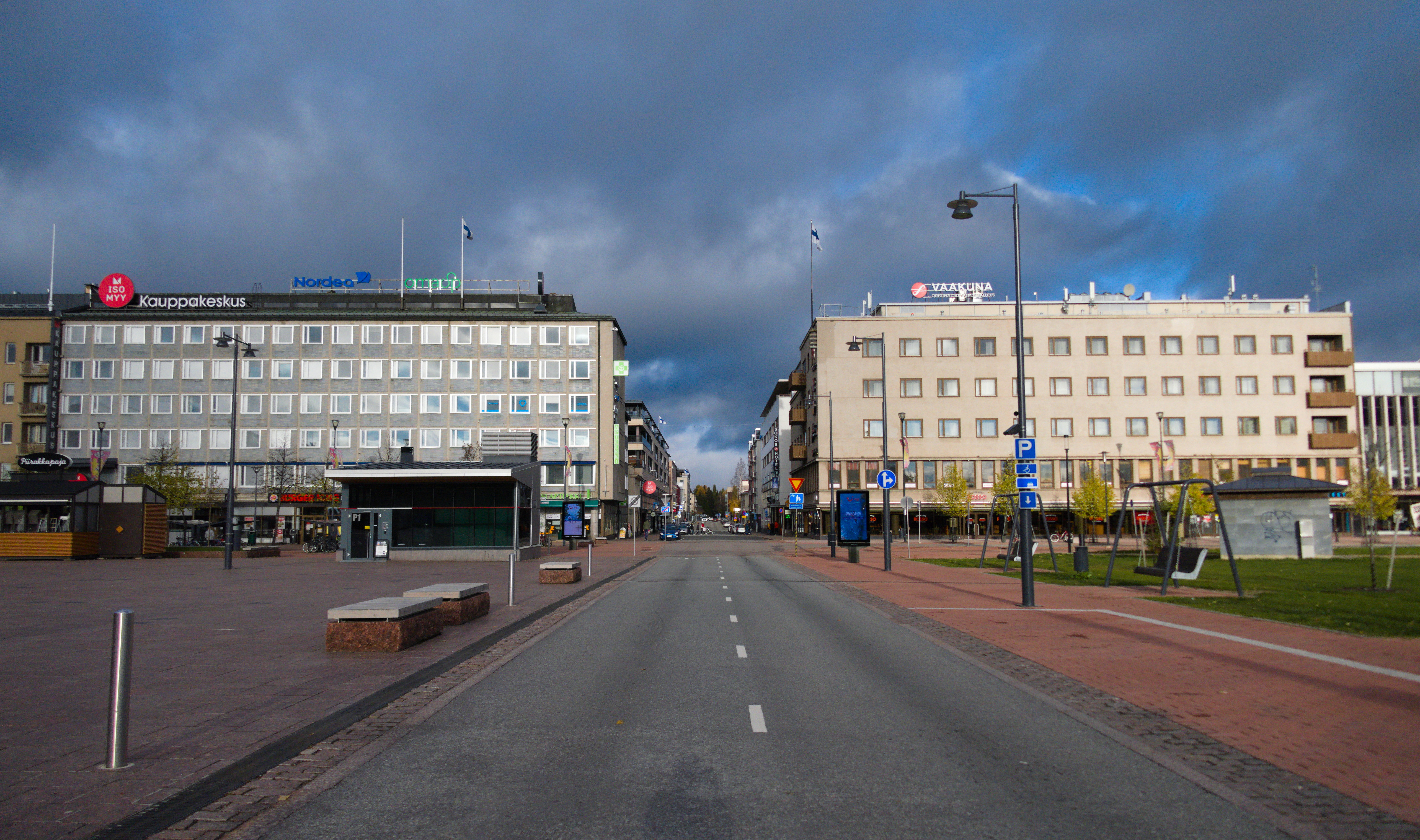
In der Innenstadt von Joensuu

Das rechtwinklige Straßennetz der Innenstadt von Joensuu plante 1848 der Architekt Claës Wilhelm Gyldén. Das Straßennetz mit breiten Alleen entspricht den stadtplanerischen Idealen der Empire-Zeit und diente der Brandsicherheit. Die Straße Rantakatu folgt ihrem Namen („Uferstraße“) entsprechend dem Ufer des Pielisjoki-Flusses. Zwischen Straße und Fluss liegt ein Grüngebiet. Sowohl die lutherische als auch die orthodoxe Kirche liegen jeweils auf einem Hügel an den Enden der parkähnlichen Allee Kirkkokatu („Kirchstraße“). Diese wird von einer zweiten begrünten Allee, der Siltakatu („Brückenstraße“), geschnitten, die den Fluss über zwei Inseln und drei Brücken in Richtung Bahnhof überquert.
Ursprünglich bestand die Bausubstanz von Joensuu aus niedrigen Holzhäusern. Dieses Ensemble blieb bis weit in die 1960er Jahre bestehen. Ab den 1970er Jahren wurden fast alle historischen Holzhäuser der Innenstadt durch moderne Hochhäuser ersetzt.

### Sehenswürdigkeiten
Die moderne Stadt bietet relativ wenig Sehenswürdigkeiten, ist aber Ausgangspunkt für einen Besuch der orthodoxen Klöster Uusi-Valamo und Lintula. Eine gute Autostunde entfernt ist der Nationalpark Koli. Sehenswert ist auch das Nordkarelische Museum (im Fremdenverkehrszentrum „Carelicum“).
Weitere Sehenswürdigkeiten in Joensuu:
- Joensuu Areena (Mehrzweckhalle aus Holz)
- Metla-Haus (Bürogebäude aus Holz)
- Rathaus (entworfen von Eliel Saarinen)
- Kunstmuseum
- Kunst- und Handwerkerviertel Taitokortteli
- Botania (ehemaliger Botanischer Garten der Universität)
- Neogotischer Kirchenbau des Architekten Josef Stenbäck aus dem Jahr 1903

Jedes Jahr finden in Joensuu Sommerfestivals mit Rockkonzerten, z. B. Ilosaarirock, oder Theateraufführungen statt.

## Wirtschaft und Infrastruktur

### Wirtschaft
Von wirtschaftlicher Bedeutung ist die Holzverarbeitung. Die Region um Joensuu zählt zu den strukturschwächeren Regionen Finnlands. 1990 betrug demnach die Arbeitslosenquote in Nordkarelien 7,5 %, bis 1995 war sie nach der Wirtschaftskrise auf 21,9 % angestiegen, während sie in Gesamtfinnland bei 3,4 % bzw. 17,2 % lag.

### Verkehr
Die Stadt ist mit dem Zug 508 km von Helsinki entfernt. Darüber hinaus bestehen vom Flughafen Joensuu aus tägliche Verbindungen mit der finnischen Hauptstadt.
Sie liegt an der Via Karelia, die entlang der finnischen Ostgrenze zu Russland von Vaalimaa im Süden nach Nellim im Norden führt.
Der Eisenbahnunfall von Uimaharju ereignete sich am 11. August 1929 in der zum Stadtgebiet gehörenden Siedlung Uimaharju.

### Bildung und Forschung
Bedeutsam ist die 2020 gegründete Universität Ostfinnland mit über 15.000 Studierenden (verteilt auf zwei Campus: in Joensuu und Kuopio). Die Vorgängerin des Campus Joensuu – die auf eine pädagogische Hochschule zurückgeht – wurde 1969 als Universität Joensuu (Joensuun yliopisto) gegründet. An der Universität besteht die einzige Möglichkeit, in Finnland orthodoxe Theologie und karelische Sprache zu studieren.
Ein markanter Punkt im Stadtbild ist das Nordkarelische Zentralkrankenhaus (Pohjois-Karjalan keskussairaala), das sich auf einer Anhöhe über der Stadt befindet und für die stationäre Versorgung der Bevölkerung Nordkareliens zuständig ist (alle medizinischen Fachabteilungen, akademisches Lehrkrankenhaus).

## Städtepartnerschaften
- Hof (Saale), Deutschland (seit 1969)[5]
- Linköping, Schweden (seit 1940)
- Ísafjörður, Island (seit 1948)
- Tønsberg, Norwegen (seit 1948)
- Vilnius, Litauen (seit 1970)
- Petrozavodsk, Republik Karelien, Russische Föderation (seit 1994)

## Persönlichkeiten

### Söhne und Töchter der Stadt
- Kaarlo Linkola (1888–1942), Botaniker
- Rolf Nevanlinna (1895–1980), Mathematiker
- Heikki Savolainen (1907–1997), Geräteturner
- Hannu Mikkola (1942–2021), Rallyefahrer
- Matti Puhakka (1945–2021), Politiker (SDP) sowie Verkehrs-, Gesundheits-, Arbeits- und Innenminister Finnlands
- Seppo Repo (* 1947), Eishockeyspieler
- Pentti Matikainen (1950–2025), Eishockeyspieler, -funktionär und -trainer
- Lauri Mononen (1950–2018), Eishockeyspieler
- Riitta Myller (* 1956), Politikerin (SDP)
- Markku Kyllönen (* 1962), Eishockeyspieler
- Kirsi Hänninen (* 1976), Eishockeyspielerin
- Henri Häkkinen (* 1980), Sportschütze
- Kari Varis (* 1983), Skilangläufer
- Esa Lehikoinen (* 1986), Eishockeyspieler
- Mari Eder (* 1987 im bis 2009 eigenständigen Eno), Biathletin und Skilangläuferin
- Matias Laine (* 1990), Rennfahrer
- Amanda Pilke (* 1990), Schauspielerin
- Solomon Duah (* 1993), Fußballspieler
- Juuso Riikola (* 1993), Eishockeyspieler
- Inka Hämäläinen (* 2005), Biathletin

ebenso:
- Mitglieder der Humppagruppe Eläkeläiset
- Mitglieder der Metalband Insomnium

### In Joensuu gestorben
- Olavi Kuronen (1923–1989), Skispringer